# 湛河
湛河古称湛水，古代分东湛河和西湛河，东湛河发源于平顶山市卫东区马棚山，位于白龟山水库北干渠以北，故又俗称北湛河，北湛河是北汝河与沙河交汇前的最后一条支流。西湛河发源于河南省平顶山市薛庄乡马跑泉村。湛河一带发现有龙山文化和二里头文化遗址，出土各代的墓葬有20多座。

## 参看
- 湛河公园

## 延伸阅读
[在维基数据编辑]
 《欽定古今圖書集成·方輿彙編·山川典·湛水部》，出自陈梦雷《古今圖書集成》